# Eutelia nigridentula
Eutelia nigridentula là một loài bướm đêm trong họ Noctuidae.